# 에티엔 보노 드 콩디야크

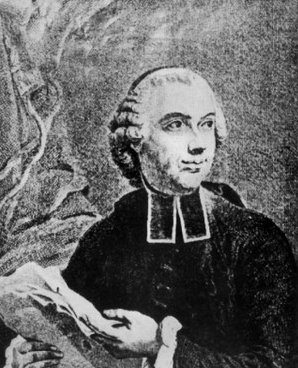
콩디야크

에티엔 보노 드 콩디야크(프랑스어: Étienne Bonnot de Condillac, 1715년 ~ 1780년)는 18세기에 활동한 프랑스의 철학자이다. 그르노블에서 출생하여 리옹과 파리에서 신학과 철학을 배운 다음 수도원장이 되었는데, 후에 수사직을 버리고 탕생 부인, 조프랭 부인의 살롱에 출입하여 퐁트넬, 디드로, 루소와 교우가 되었다. 처녀작 ⟪인식 기원론(認識起源論)⟫에서 로크의 경험적 인식론을 계승하여 발전시키려 했으나 1754년에 공간(公刊)된 ⟪감각론⟫에서는 그것을 철저화시켜서 인식의 원천을 감각으로 일원화하여 마음의 모든 기능을 외관(外官)의 감각에서 이끌어 내야 한다고 했다. 그의 학식은 볼테르에 의해서 높이 평가되어 백과전서파의 지지를 얻었는데, 그는 끝내 협력자가 되지는 않았다. 1768년에는 프랑스 학사원에 들어갔다. 만년인 1776년에는 경제학의 저작 ⟪상업과 정치⟫를 저술하여, 효용가치론에 입각하여 중농주의를 비판했다.

## 저서
- 감각론

## 참고 문헌
- 이 문서에는 다음커뮤니케이션(현 카카오)에서 GFDL 또는 CC-SA 라이선스로 배포한 글로벌 세계대백과사전의 내용을 기초로 작성된 글이 포함되어 있습니다.